# Stjórnarráðið

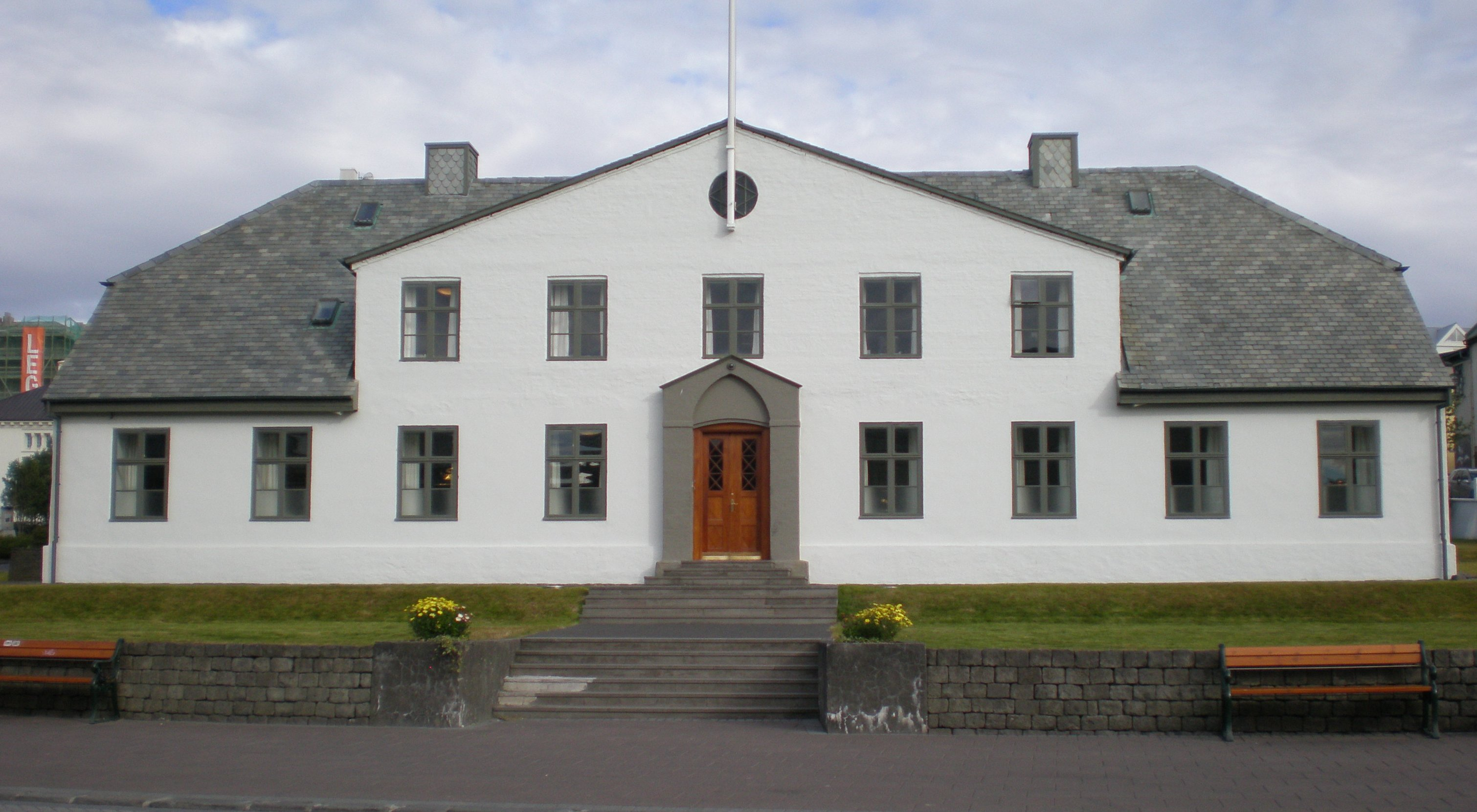
Le Stjórnarráðið

Le Stjórnarráðið ou Stjórnarráð Íslands en français : « maison du gouvernement » est le siège officiel du gouvernement de la république d’Islande. Le Premier ministre y a également son bureau. 

## Description
Ce bâtiment d’allure modeste est situé dans le centre ancien de Reykjavik, non loin du port et de l’auditorium Harpa. Il se trouve au milieu d’un vaste terrain engazonné et ouvert sur la ville.  Il ne bénéficie d’aucune protection apparente. De part et d’autre de l’immeuble deux statues ont été disposées. Celle de gauche représente le roi du Danemark Christian IX et celle de droite rend hommage à Hannes Hafstein, Premier ministre d’Islande en 1904 et en 1912.

## Histoire
Le 20 mars 1759 le roi Frédéric V de Danemark ordonna la construction d’une prison à Reykjavik. Celle-ci fut mise en service en 1770 et ferma en 1816.
Le bâtiment fut ensuite occupé par les gouverneurs du Danemark. Lors de l’indépendance de l’Islande il fut investi par les ministres du gouvernement islandais.
À partir de 1973 ce fut la présidence de l’Islande et en 1996 il devint la résidence officielle du premier ministre.

## Galerie

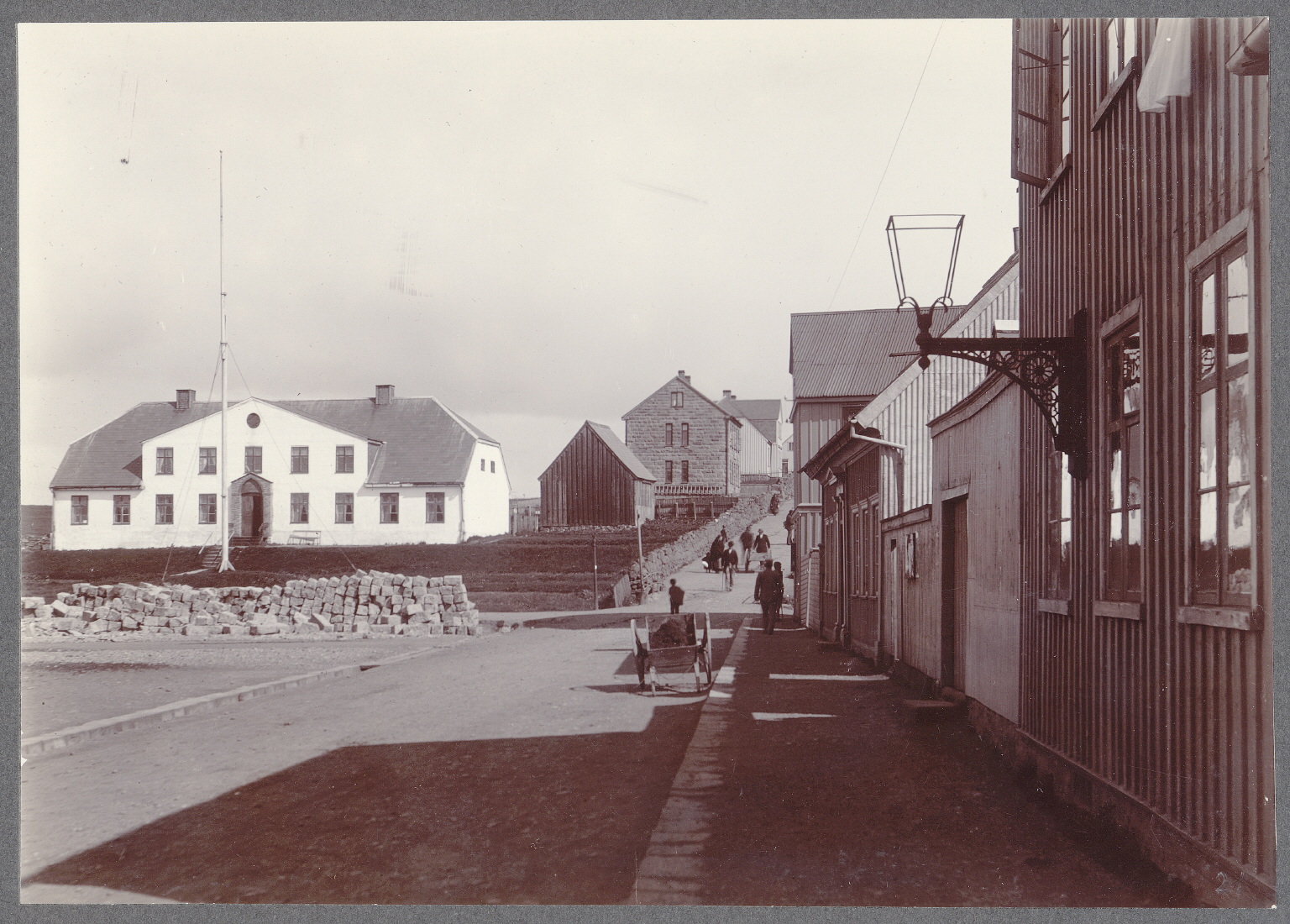
Vue en 1900.
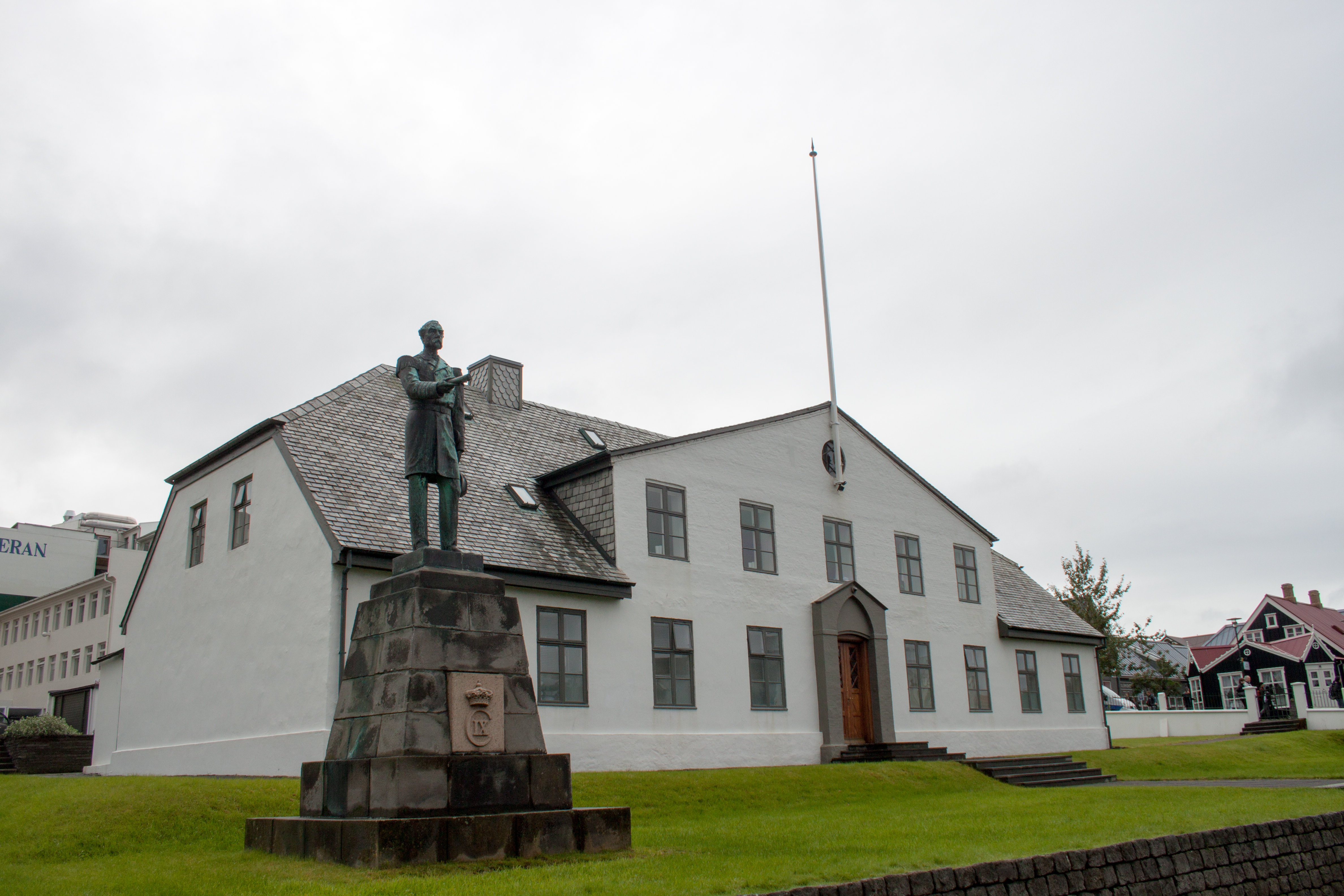
Façade avant
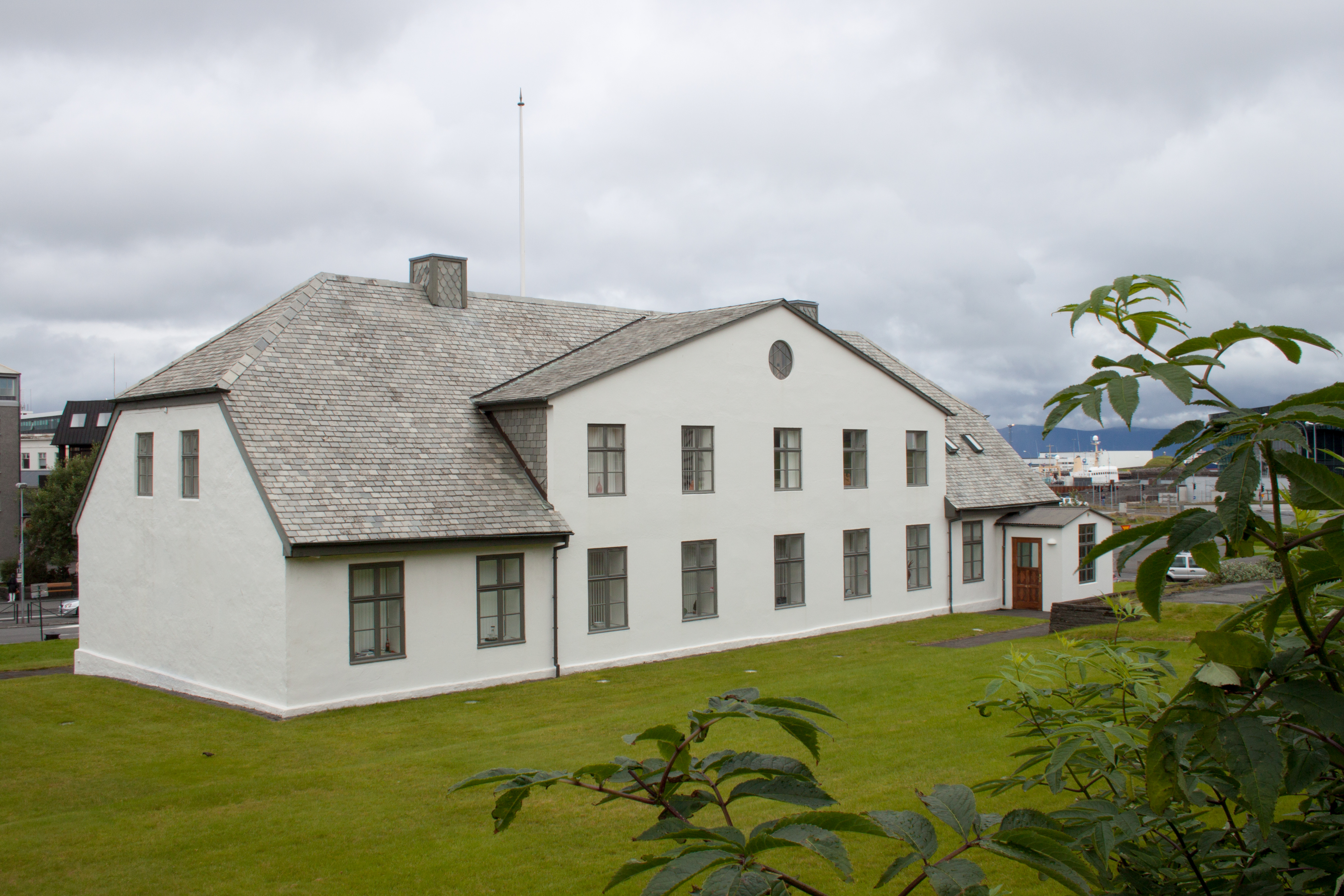
Façade arrière
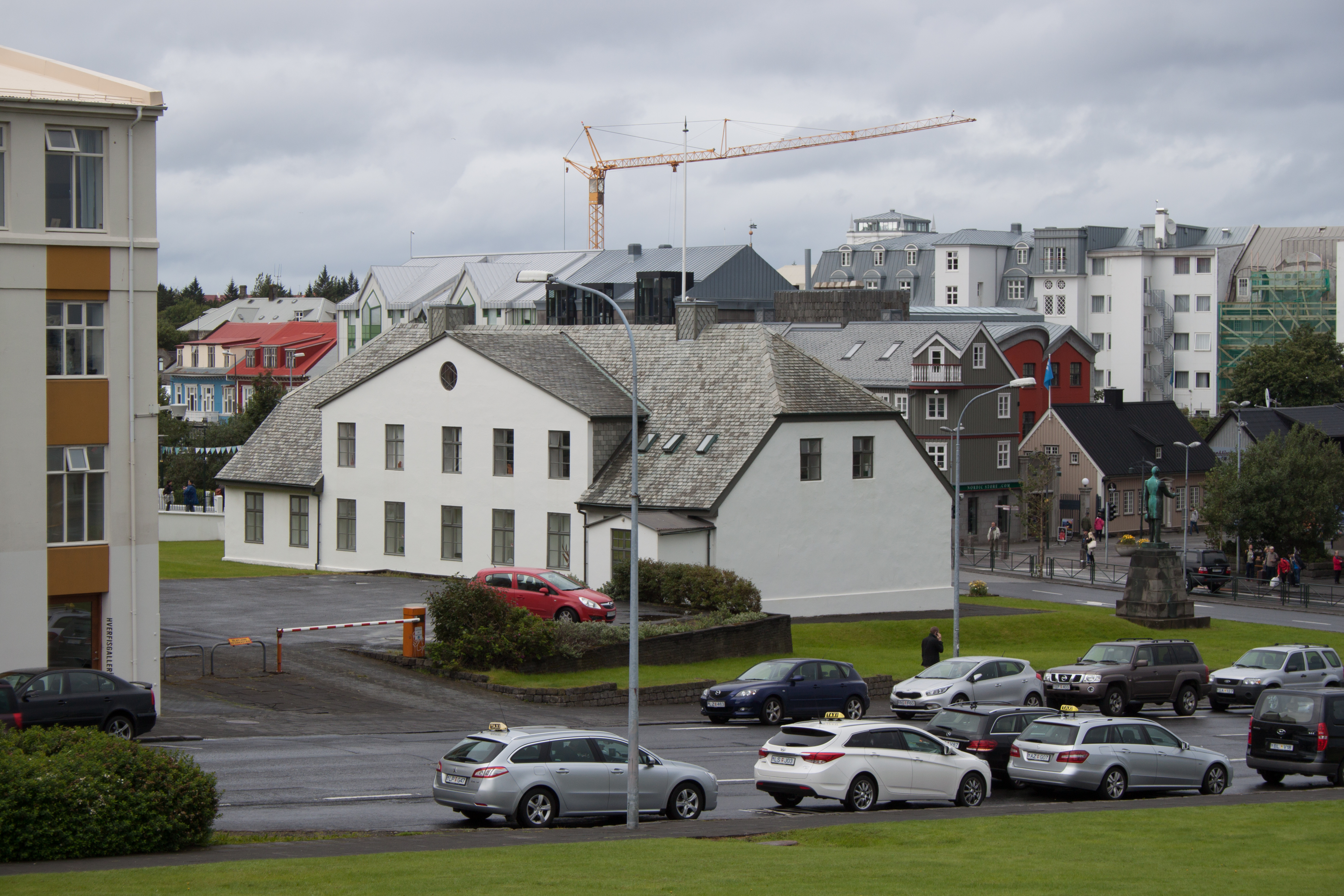
Situation dans la ville